# Jandhalaya Bagavan Srinivas Vidyadhar
Jandhalaya Bagavan Srinivas „J. B. S.“ Vidyadhar (* 30. August 1979) ist ein indischer Badmintonspieler. 

## Karriere
J. B. S. Vidyadhar siegte 1999 und 2001 bei den India International im Mixed. Bei den Südasienspielen 2004 gewann er Gold mit dem indischen Herrenteam. Bei den Asienspielen 2006 reichte es dagegen nur zu Platz neun im Herrendoppel.